# Euxoa ochracea
Euxoa ochracea är en fjärilsart som beskrevs av Tutt 1892. Euxoa ochracea ingår i släktet Euxoa och familjen nattflyn. Inga underarter finns listade i Catalogue of Life.